# 交换经济
交換經濟（Exchange economy）是微觀經濟學研究中用來描述幾個代理之間相互作用的技術術語。在市場中，代理人是交換的主體，商品是交換的對象。每個代理人都有自己的禀賦，他們可以根據價格體系在他們之間交換產品。關於交換經濟的一個主要問題是經濟是否以及何時達到競爭均衡，交換和分配效率受到特别關注。

## 类型
存在兩種類型的交換經濟：
在純粹的交換經濟（pure exchange economy）中，所有的代理人都是消費者； 沒有生產，代理人所能做的就是交換他們的初始禀賦。 在日常研究中，為了避免大量消費者和商品造成的研究困難，通常假設兩個消費者和兩個商品的簡單交易條件。 纯粹的交換經濟是交換經濟中最簡單的交換形式。假設每個消費者都有一定數量的初始資源（禀賦）可以用來交換，每個消費者都有自己的偏好。當價格給定或穩定時，可以找到帕累托最優分配。
相比之下，在生產性交換經濟（Production Exchange Economy）中，一些或所有代理人是也可能生產新商品的公司。:313在此种情况下，假定消費者接受市場給定的價格並自願進行交換，以實現最優分配。

## 信息
信息在交換經濟中具有一定的價值。當市場提供足夠的信息時，消費者更有可能進行交易。但是，信息披露在純粹的交換經濟和生產性交換經濟中的作用是不同的。在純粹的交換經濟中，信息的披露可以幫助消費者進行風險評估。生產性交換經濟中，信息披露可以幫助消費者優化資產配置。